# Cimetière de Vaucresson
Le cimetière de Vaucresson est le cimetière communal de la ville de Vaucresson dans les Hauts-de-Seine. Il se trouve 10 rue de Cazes.

## Description
Le cimetière de Vaucresson ne propose plus de concessions perpétuelles et les tombes standard sans signes distinctifs remplacent peu à peu les anciennes tombes; cependant ce petit cimetière paisible entouré d'arbres possède encore quelques tombes anciennes et quelques monuments, comme la sépulture des prêtres de la paroisse avec son calvaire en haut-relief. Le monument aux morts de la Guerre de 1914-1918 est dû à Camille Lefèvre et inscrit à l'inventaire. Trois chapelles funéraires sont également inscrites à l'inventaire: celle de la famille Bellan, celle de la famille Eugène Balp, avec ses deux verrières signées Collinet, et celle de la famille Hénaux-Marlet, ainsi que le monument sépulcral de la famille Cornuel conçu par Duquesne en forme de sarcophage surplombé par une statue de la Vierge par Jean Magrou et orné d'un médaillon. Quelques tombes sont aussi inventoriées au patrimoine, comme celle des époux Oumiroff, du Dr Gille (buste en bronze par Emmanuel Hannaux daté de 1909) et celle de la famille Hugot.
Le cimetière de Vaucresson dispose comme l'exige désormais la loi d'un jardin du souvenir et d'un columbarium dont les cases sont réservées pour une durée limitée. La municipalité a décidé en 2021 de faire enherber les différentes divisions, d'ajouter des arbres d'alignement, et de faciliter les services afin d'améliorer la qualité d'accueil.

## Personnalités
- Henri d'Astier de La Vigerie (1897-1952), résistant, compagnon de la Libération ;
- Jane Atché (1872-1937), peintre et affichiste (tombe disparue)[8],[9] ;
- René Cloërec (1911-1989), compositeur de musiques de film ;
- Jack Descottes (1882-1920), statuaire (médaillon), inscrit à l'inventaire ;
- Pierre Frondaie (né René Fraudet, 1884-1948), romancier, auteur de L'Homme à l'Hispano (médaillon) ;
- Roger Holeindre (1929-2020), homme politique et député ;
- Jean Oberlé (1900-1961), dessinateur et illustrateur ;
- Elisabeth Pinajeff (1900-1995), actrice ;
- Irène de Trébert (1921-1996), danseuse, actrice et chanteuse[2].